# Рокастро
Ро̀кастро (на гръцки: Ρόκαστρο, Рокастро; катаревуса: Ρόκαστρον, Рокастрон) е село в Егейска Македония, Република Гърция, дем Горуша (Войо), област Западна Македония.

## География
Селото е разположено на 800 m надморска височина, в областта Населица на около 15 km югозападно от град Неаполи (Ляпчища) и 5 km южно от Цотили.

## История
Името на селото произлиза от Орео Кастро (Ωραίο Κάστρο), хубава крепост.

### В Османската империя
Рокастро е по-старите населишки села, тъй като в църквата „Свети Димитър“ в Драгасия (Дислап) има икона, споменаваща името на селото и дата 1136 (Δια συνδρομής εις Χριστόν χορίο Ρόκαστρο ΑΡΛΣΤ).
В края на XIX век Рокастро е гръцко село в Населишка каза на Османската империя.
Според Васил Кънчов в 1900 година в Рокастронъ живеят 65 гърци християни.
На Етнографската карта на Битолския вилает на Картографския институт в София от 1901 година Рокастро (Рокистрон) е чисто гръцко село в казата Населица на Серфидженския санджак с 15 къщи.
Според статистика на Серфидженския санджак на гръцкото консулство в Еласона от 1904 година в Рокастрон (Ρόκαστρον), Населишка каза, живеят 35 гърци елинофони християни.
По данни на секретаря на Българската екзархия Димитър Мишев селото е под върховенството на Цариградската патриаршия и в него има 65 гърци патриаршисти.

### В Гърция
През Балканската война в 1912 година в селото влизат гръцки части и след Междусъюзническата в 1913 година Рокастро остава в Гърция.
През 1913 година при първото преброяване от новата власт в Рокастрон (Ρόκαστρον) са регистрирани 114 жители.
Населението традиционно произвежда жито, тютюн и други земеделски продукти.
Църквата на селото е посветена на Свети Атанасий.
| Година    | 1913 | 1920 | 1928 | 1940 | 1951 | 1961 | 1971 | 1981 | 1991 | 2001 | 2011 | 2021 |
| --------- | ---- | ---- | ---- | ---- | ---- | ---- | ---- | ---- | ---- | ---- | ---- | ---- |
| Население | 114  | 89   | 80   | 72   | 82   | 71   | 26   | 2    | 1    | 0    | 0    | 0    |